# Isla Bulla
Isla Bulla, también Khara Zira o Khare Zire, (en azerí: Bulla adası; Xərə Zirə) es una isla en la bahía de Bakú, en el mar Caspio. Es la isla más grande del archipiélago de Bakú, ubicado cerca de Bakú, Azerbaiyán.
La superficie de la isla de Bulla es de 3,5 km², y su longitud de 3,4 km con una anchura máxima de 2,6 km. La isla cuenta con depósitos de akdalaite y aluminio, y un volcán de lodo.
La isla es un centro para el desarrollo de gas costa afuera cerca del campo de gas Bulla Deniz, en producción desde 1968. Fue el más grande encontrado en Azerbaiyán antes de Shah-Deniz, y contiene más de 4 billones de pies cúbicos (110 km³) de reservas de gas.